# Roman Broniš
Roman Broniš (né le 17 octobre 1976 à Bánovce nad Bebravou) est un coureur cycliste slovaque, actif des années 1990 à 2010.

## Palmarès
- 1995
  - Košice-Tatry-Košice
- 1996
  - 3e étape du Tour de Slovaquie
  - 2e du Tour de Slovaquie
- 2000
  - 2e du championnat de Slovaquie sur route
- 2001
  - Košice-Tatry-Košice
  - 3e du championnat de Slovaquie sur route
- 2002
  - 1re étape du Tour d'Arabie saoudite
  - 3e du championnat de Slovaquie du contre-la-montre par équipes
- 2003
  - 3e étape du Grand Prix cycliste de Gemenc
  - Bratislava-Bradlo
  - Tour de Vysočina :
    - Classement général
    - 1re étape

  - 3e du championnat de Slovaquie sur route
- 2005
  - 3e du championnat de Slovaquie sur route
- 2006
  - Coupe des Carpates
  - 7e étape du Tour du Maroc
- 2007
  - Classement général du Bałtyk-Karkonosze Tour
- 2008
  - 4e étape de l'UAE International Emirates Post Tour
  - 2e, 3e, 4e et 7e étapes du Tour de Libye
  - 2e du Tour de Libye
  - 2e du Grand Prix Palma
  - 2e du championnat de Slovaquie sur route
  - 3e du championnat de Slovaquie du contre-la-montre
  - 3e de l'UAE International Emirates Post Tour
  - 3e de Brno-Velká Bíteš-Brno
- 2009
  -  Champion de Slovaquie du contre-la-montre
  - 3e du Tour de Vysočina
- 2011
  - 2e du championnat de Slovaquie du contre-la-montre
  - 3e de la Course de Solidarność et des champions olympiques
- 2012
  - 1re étape de Košice-Tatry-Košice
  - 2e de Košice-Tatry-Košice
- 2013
  - 2e étape de Košice-Tatry-Košice
- 2016
  - 3e du championnat de Slovaquie du contre-la-montre

## Classements mondiaux
| Année            | 2006 | 2007 | 2008 | 2009 | 2010 | 2011 | 2012   | 2013 | 2014 | 2015 | 2016 |
| ---------------- | ---- | ---- | ---- | ---- | ---- | ---- | ------ | ---- | ---- | ---- | ---- |
| UCI Africa Tour  |      | 75e  | 16e  |      |      |      | 48e    | 169e |      |      |      |
| UCI America Tour |      |      |      |      |      | 326e |        |      |      |      |      |
| UCI Asia Tour    | 243e |      | 87e  |      |      |      |        |      |      |      |      |
| UCI Europe Tour  | 221e | 136e | 134e | 804e |      | 421e | 1 031e | 972e |      |      | 850e |